# Uripiv-wala-rano-atchin
L’uripiv-wala-rano-atchin est une langue océanienne parlée au Vanuatu par environ 9 000 locuteurs dans le nord-est de Malekula ainsi que dans les petites îles proches (Uripiv, Wala, Rano, Atchin).
Il s’agit d’une chaîne de trois dialectes inter-compréhensibles, du sud au nord : uripiv, wala-rano et atchin (nale). Le lexique est similaire à 85 % aux deux extrémités de la chaîne. C’est une des très rares langues à employer la consonne roulée bilabiale voisée.